# Анкудинов, Герасим
Гера́сим Анкуди́нов (Анкиди́нов) (дата рождения неизвестна —1648 или позже) — казак-землепроходец, вместе с Семёном Дежнёвым и Федотом Поповым в 1648 году прошёл Берингов пролив, отделяющий Азию от Америки. Считался соперником Дежнёва в этом походе за право руководства и сбора ясака. 
До появления в 1630-х годах на реке Лене о нём ничего неизвестно, в 1641 в отряде Василия Власьева перешёл на реку Яну. В 1645 году поступали сообщения c жалобами о его разбое на реке Индигирке и других. В 1647 году Анкудинов появился в Среднеколымске.
В 1648 году Семён Дежнёв обещал в походе на реку Анадырь собрать 210 соболей, а Анкудинов в своей челобитной 280:

Царю государю и великому князю Михаилу Федоровичу всеа Русии бьет челом холоп твой государев ленской служивой человек Герасимко Анкидинов.
Милосердый государь царь и великий князь Михайло Федорович всеа Русии пожалуй меня, холопа своего, вели, государь, отпустить ис Ковымского острогу на новую реку, на Анандырь. А в нынешнем же во 156-м году на туж новую реку на Анандырь ленской служивой человек Семен Иванов подал тебе, государю, челобитную, а прибыли тот служивой человек явил тебе, государю, пять сороков десять соболей. А я, холоп твой государев, с тое новой реки Анандыря с новых неясашных людей возьму тебе, государю, над ево, Семеновою, прибылью семьдесят соболей тебе, государю, в казну. А всего с тое новые реки Анандыря, с новых неясашных людей возьму тебе, государю, ясаку семь сороков соболей. И по иным сторонным рекам тебе, государю, прибыли искати и тех неясашных людей под твоею государеву высокую и крепкую руку подводити, а я, холоп твой государев, поднимаюсь на твою государеву службу своим животом, судном и оружием, порохом и всякими заводы поднимаю, а которые охочие промышленые люди захотят со мною тебе, государю, послужити, и тем людем будет именная роспись в съезжей избе в Ковымском острожке.
Царь, государь, смилуйся, пожалуй.
На обороте рукоприкладство: К сей челобитной вместо служиваго человека Герасима Анкидинова, по его велению Родька Григорьев руку приложил.

РГАДА, ф. 1177 Якутская приказная изба, опись № 2, дело 95, л. 4 и об. Подлинник.
Дежнёв написал в ответ, что Анкудинов собирается на Анадырь грабить и убивать, и с ними поэтому не хотят идти торговые и промышленные люди.
Колымский приказной Второй Гаврилов отдал наказную память (официальное право представлять власть царя) Дежнёву, обещавшему собрать 285 (или 290) соболей. Анкудинов, возможно, обещал больше, но тот не изменил своего решения.
Несмотря на это, в 1648 году Анкудинов отплыл из Колымы вместе с Дежнёвым и Поповым к реке Анадырь. Всего было семь кочей, на которых разместились от 90 до 105 человек. В Беринговом проливе коч Анкудинова разбился и его люди пересели на другие. Анкудинов перешёл на коч Попова, пройдя пролив. В море из-за шторма кочи разнесло. По сообщению жены Попова, отбитой Дежнёвым у коряков через несколько лет, её спутники умерли от цинги или были убиты.
Именем землепроходца названа река Анкудинка в Якутии, впадающая в реку Колыму у Среднеколымска, где поселился Анкудинов.